# Dyschoriste bayatensis
Dyschoriste bayatensis là một loài thực vật có hoa trong họ Ô rô. Loài này được (Urb.) Urb. mô tả khoa học đầu tiên năm 1932.